# Darshofen
Darshofen ist ein Gemeindeteil der Stadt Parsberg im Landkreis Neumarkt in der Oberpfalz in Bayern. Das Pfarrdorf Darshofen ist landwirtschaftlich geprägt. Im Ort gibt es drei große Bauernhöfe.

## Geschichte
Der Name Darshofen entstand wahrscheinlich aus dem Namen Tarchusa. Der ostfränkische König Arnulf schenkte 889 n. Chr. einem Gefolgsmann Besitz in Tarchusa, das 912 an das Hochstift Eichstätt ging – vermutlich das spätere Darshofen. Daraus entwickelten sich verschiedene Schreibweisen. Tarchusa war ursprünglich vermutlich eine Stätte zu den Höfen eines Mannes namens Tar oder Tari. In den Urbaren der Wittelsbacher Herzöge von 1240 bzw. 1280 heißt der Ort Partshoven bzw. Parrshofen, was bereits auf eine Beziehung zu Parsberg/den Parsbergern hinweisen könnte. Im Urbar der Grafen von Lupburg aus dem Jahr 1300 heißt der Ort „Taishofen“.
1305 kam ein Teil von Darshofen in den Besitz Dietrichs (1) von Parsberg. Er kaufte den Teil links des Kerschbaches von dem Grafen Ludwig von Lupburg. Im Gegenzug vermählte sich Dietrichs Tochter Alheid mit Albrecht von Lupburg, Ludwigs Sohn. Diese drei tauchen allerdings in keinem weiteren Dokument mehr auf. Lupburg ging 1313 nach dem Tod von Bischof Konrad V. von Regensburg, dem letzten Lupburger, an das Hochstift Regensburg. Albrecht von Lupburg war vermutlich bereits vor 1313 verstorben. Im Jahre 1353 ersuchte Jörg Auer von Adelburg den Kauf anzufechten, aber er wurde vor Gericht abgewiesen, da Dietrich (2) von Parsberg sein Fischereirecht im Frauenbache (aus dem der Name des Baches „Frauenbacherl“ hervorging) per Brief und den Siegel vorlegen konnte.
Bis 1420 lag das Dorfgut in der Hand der Bürgerseheleute Ulrich und Adelheid Ruprecht von Neumarkt. Sie verkauften dann dieses Gut an Christoph von Parsberg. 1480 verkauften die Gebrüder Leonhard und Albrecht Stiegler das Getreidegült an die Pfarrei Parsberg.

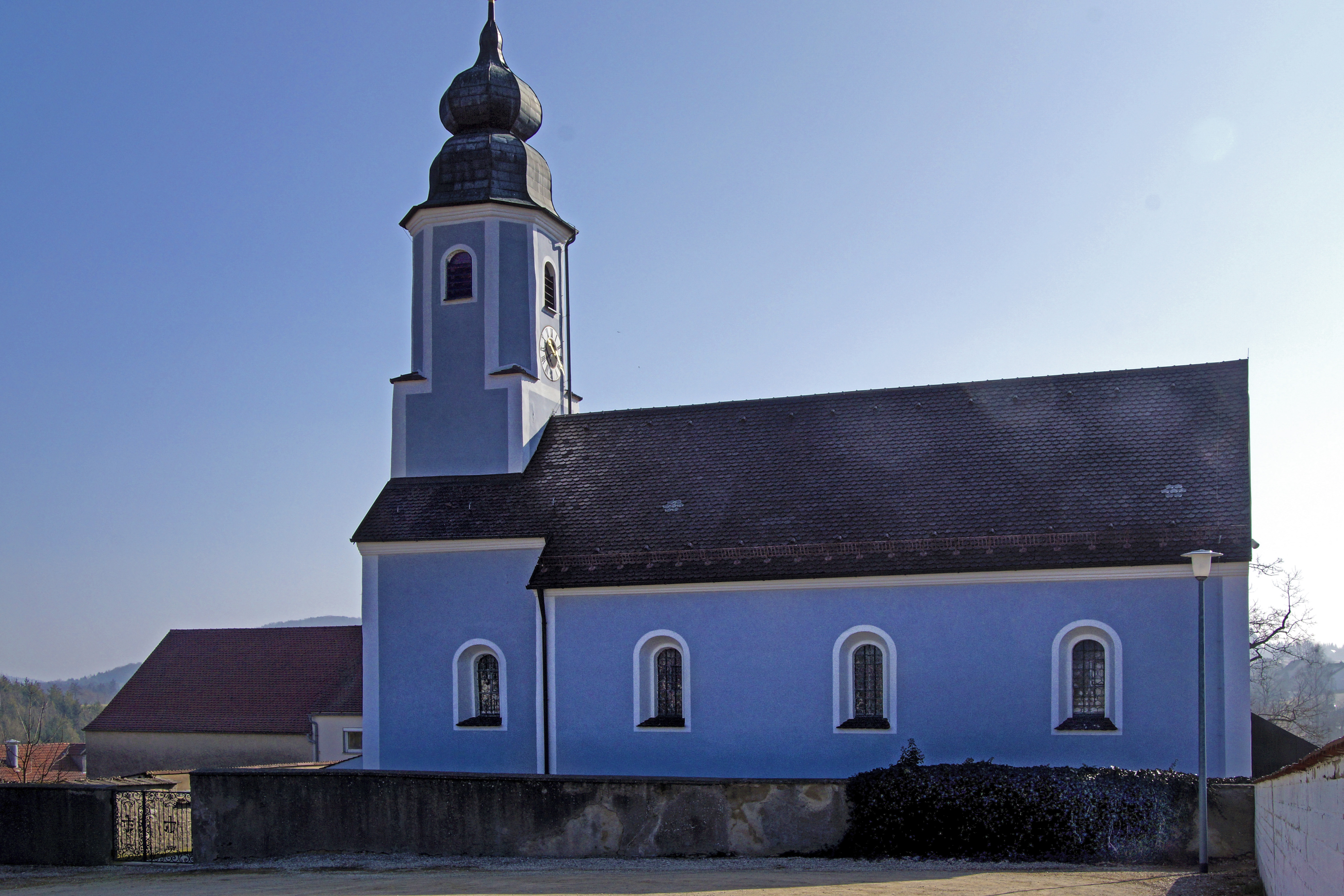
Allerheiligenkirche Darshofen

1719 wurde neue die Pfarrkirche Allerheiligen eingeweiht. Die Vorgängerkirche im Dorf – vermutlich von 1580 – war 1716 eingestürzt, die „alte Kirche im Feld“ (Altenkirchen) seit etwa 1580 nicht mehr genutzt. 1734 fiel die Herrschaft Parsberg und somit auch Darshofen nach dem Tod des letzten Parsbergers Johann Wolfgang 1730 an den Friedrich Carl von Schönborn, Fürstbischof von Bamberg und Würzburg. 1792 wurde Darshofen zusammen mit der gesamten Herrschaft Parsberg dann von Kurfürst Karl Theodor von Bayern gekauft und 1803 in das Kurfürstentum eingegliedert (Mediatisierung).
Am 1. Juli 1971 wurde Darshofen in die Stadt Parsberg eingegliedert.

## Filme
In Darshofen wurden drei deutsche Kinofilme von Josef Rödl gedreht.
- Albert – warum?;  Der bekannteste Film 1980, der in der Filmbranche für Aufsehen sorgte.
- Franz, der leise Weg
- Grenzenlos

## Brauchtum
Am Karfreitag wird alljährlich in der Allerheiligenkirche in Darshofen eine Nachbildung des Heiligen Grabes aufgebaut. Es handelt sich dabei um ein Glas-Mosaik-Werk (Kulissenbau) der Firma Zbitek aus Olmütz (Tschechien) aus dem Jahr 1904. Die Figuren bestehen aus etwa 15.000 beleuchteten, geschliffenen Glasperlen, Glasröhrchen und Glassteinen. Am Karsamstag wird das Grab wieder abgebaut.

## Sehenswürdigkeiten
In der Liste der Baudenkmäler in Parsberg sind für Darshofen vier Baudenkmäler aufgeführt.